# 白い風よ
「白い風よ」（しろいかぜよ）は、1975年5月に臨時発売された桜田淳子の10枚目のシングル。

## 解説
- NHK連続テレビ小説『水色の時』主題歌として使用。

## 収録曲
- 全曲作詞：石森史郎／作曲：桑原研郎／編曲：竜崎孝路

1. 白い風よ (3分20秒)
2. だからわたしは (2分24秒)